# Рамачандран, Вилейанур
Виле́йанур Субраманиан Рама́чандран (англ. Vilayanur Subramanian Ramachandran; род. 1951 год, Тамилнад, Индия) — индийский невролог, психолог. Доктор медицины, директор Исследовательского центра высшей нервной деятельности (Center for Brain and Cognition), профессор психологии и нейрофизиологии Калифорнийского университета (Сан-Диего), адъюнкт-профессор биологии Солковского института.

## Биография
Окончил Медицинский колледж Стэнли в Мадрасе (1974). Степень доктора получил в Кембриджском университете (1978). Рамачандран является сторонником теории зеркальных нейронов. Он считает, что их открытие является наиболее важным в истории неврологии последнего десятилетия. Он предполагает, что исследование зеркальных нейронов поможет объяснить многие явления человеческой психики. Рамачандран также предположил, что зеркальные нейроны могут стать ключом к пониманию неврологических основ человеческого сознания и языка.
Внес значительный вклад в теорию и практику лечения синдрома «фантомных конечностей»
Опубликовал более 120 статей в научных журналах. Он является автором известной книги «Фантомы мозга».
Награждён золотой медалью (Медаль Арьёнса Капперса) Нидерландской королевской академии наук за заметный вклад в нейрофизиологию (1999), золотой медалью Австралийского национального университета и удостоен почётным президентским званием Американской академии неврологии. Журнал «Newsweek» назвал его членом «клуба века» — одним из сотни самых выдающихся людей XXI столетия.
Предполагается, что появление зеркальных нейронов, опосредовавших появление речи, подражания и эмпатии, было ключевым моментом в эволюции человека, ознаменовав начало его культурной жизни («огромный скачок вперёд» по Вилейануру С. Рамачандрану).

## Книги
- Phantoms in the Brain : Probing the Mysteries of the Human Mind, coauthor Sandra Blakeslee, 1998, ISBN 0-688-17217-2. На русском языке: Фантомы мозга.
- Handbook of Analytical Techniques in Concrete, coauthor J. J. Beaudoin, 2001, ISBN 0815514379
- The Encyclopedia of the Human Brain (editor-in-chief) ISBN 0-12-227210-2
- The Emerging Mind, 2003, ISBN 1-86197-303-9 (пер. Рождение разума. Загадки нашего сознания.- Олимп-Бизнес, 2006, ISBN 5-9693-0022-5)[9]
- A Brief Tour of Human Consciousness: From Impostor Poodles to Purple Numbers, 2005, ISBN 0-13-187278-8
- Мозг рассказывает. Что делает нас людьми, 2010, ISBN 978-0-393-07782-7 (пер. Мозг рассказывает — М: Карьера Пресс, 2012)